# Dreigurtbrücke

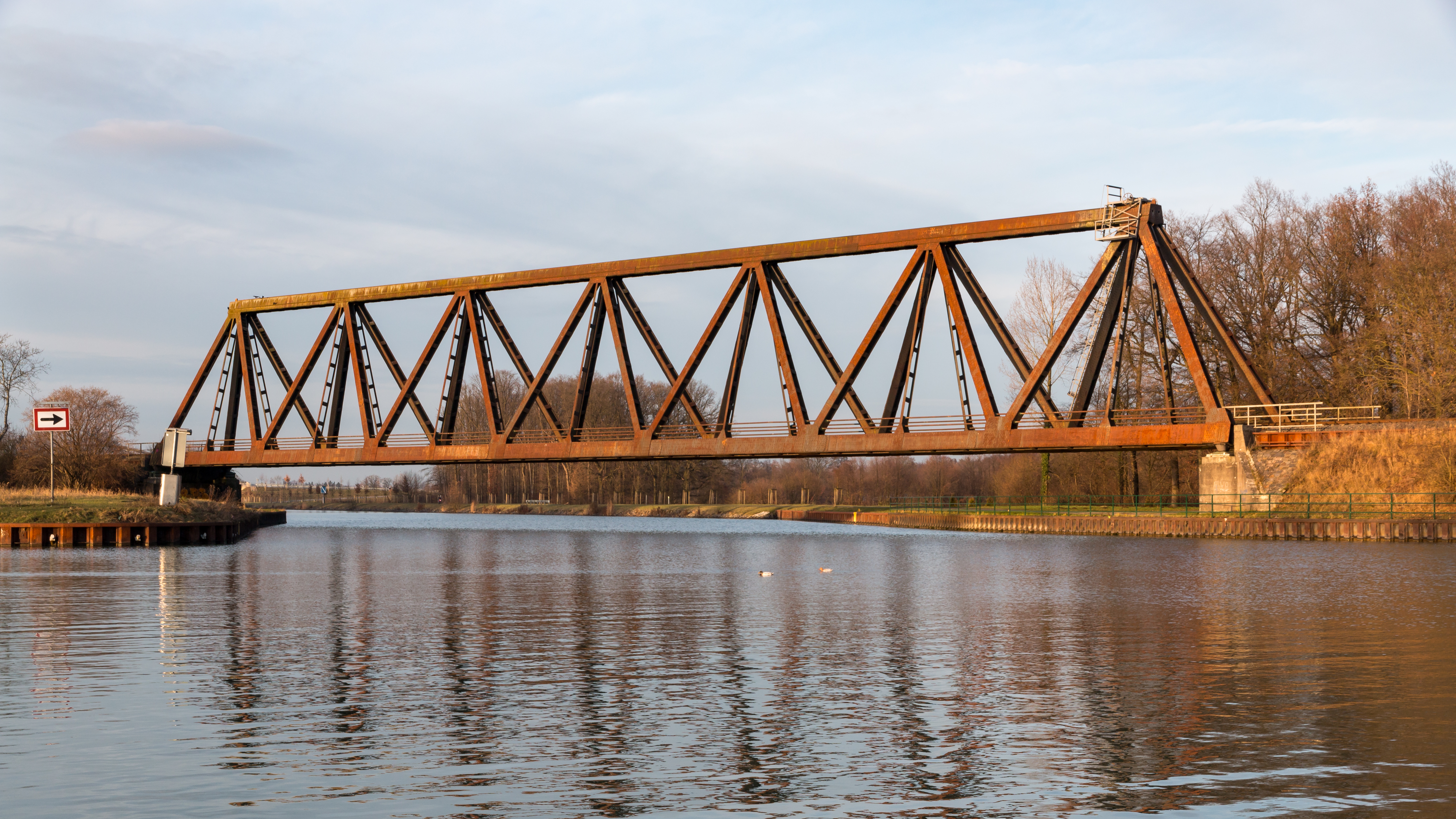
Dreigurtbrücke über den Dortmund-Ems-Kanal in Lüdinghausen, 2016

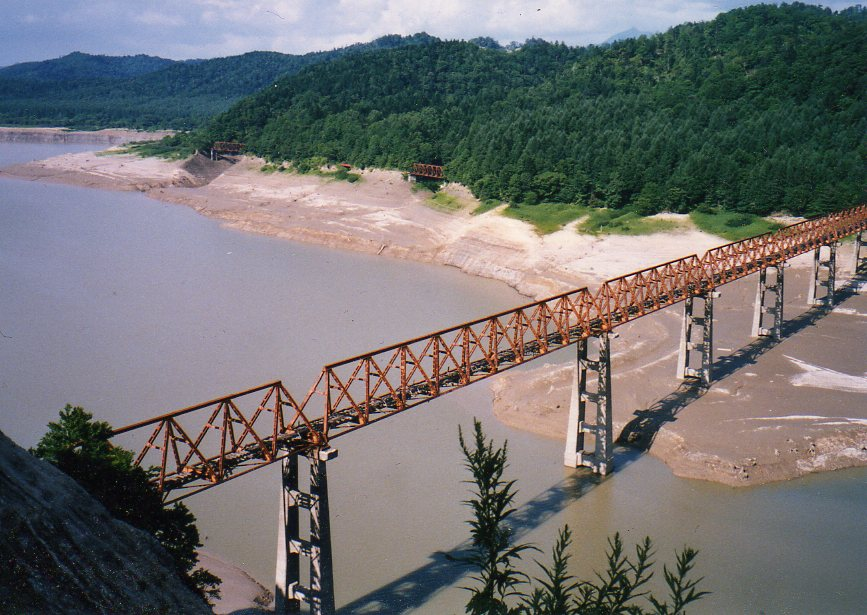
Dreigurtbrücke einer ehemaligen Waldbahn in Hokkaido, 1999

Eine Dreigurtbrücke ist die Sonderbauform einer Strebenfachwerkbrücke, die insgesamt drei Gurte und drei Tragwerksflächen besitzt. Diese Brückenart wurde von Anton von Rieppel erfunden.
In Deutschland gibt es zwei Eisenbahn-Dreigurtbrücken. Eine überquert in Düren im Zuge der Bahnstrecke Köln–Aachen die Rur, die andere in Lüdinghausen im Zuge der Bahnstrecke Dortmund–Gronau den Dortmund-Ems-Kanal. Die Dreigurtbrücke in Düren ist dabei zweigleisig, während die in Lüdinghausen nur ein Gleis aufweist. Darüber hinaus besteht das gesamte Fahrgerüst der Wuppertaler Schwebebahn aus sogenannten Rieppelträgern.